# La perla (pel·lícula)
La perla és una pel·lícula mexicana filmada en 1945 i estrenada el 1947 i dirigida per Emilio "Indio" Fernández; és la primera pel·lícula en llengua hispanoparlant a ser guardonada amb un Globus d'Or. El 2002, la pel·lícula va ser seleccionada per ser conservada al National Film Registry per la Biblioteca del Congrés dels Estats Units per ser "significativa culturalment, històricament o estèticament".

## Sinopsi
Un pescador, Kino (Pedro Armendáriz) i la seva esposa (María Elena Marqués) sofreixen perquè el doctor estranger del poble (Charles Rooner) es nega a tractar al seu petit fill, víctima de la picada d'un alacrà. Kino troba una valuosa perla en la mar que és objecte de la cobdícia del doctor i el seu germà (Fernando Wagner).
Juana, la seva dona, està convençuda que la possessió d'aquesta perla només els portarà dificultats i tracta de convèncer al seu marit perquè la retorni a la mar, encara que aquest no l'escolta i només pensa en el que podran tenir amb el que aconsegueixin de la seva venda.
Acudeix als traficants del poble. Aquests volen pagar-li molt menys del seu valor real, fent-li creure que una perla tan gran no interessa a ningú. No accepta vendre-la al preu que li ofereixen i decideix anar a vendre-la a la ciutat.
Mentrestant, és assaltat per un desconegut, a qui dona mort, després de la qual cosa el seu germà els ajuda a fugir i el matrimoni juntament amb el seu fill pmarxen de nit amb destinació a la ciutat on són perseguits, complint-se així els temors de Juana.

## Repartiment
- Pedro Armendáriz
- María Elena Marqués
- Fernando Wagner
- Gilberto González
- Charles Rooner
- Juan García
- Alfonso Bedoya
- Raúl Lechuga
- Max Langler
- Pepita Morillo
- Guillermo "Indio" Calles
- Columba Domínguez
- Enriqueta Reza
- Beatriz Ramos
- Luz Alba
- Victoria Sastre
- Margarito Luna
- Carlos Rodríguez
- Irma Torres

## Crítiques
Quan es va estrenar la pel·lícula, a Bosley Crowther, crític de cinema del New York Times, li va agradar la pel·lícula, escrivint: "Una pel·lícula excepcional, tant pel contingut com per la gènesi, és la bella i inquietant filmació de la novel·la de John Steinbeck, "La perla", que va arribar ahir a un aparador adequat al teatre Sutton. Excepcionalment és en gènesi en virtut del fet que va ser feta a Mèxic per una companyia mexicana amb actors mexicans que parlen anglès a tot arreu. I extraordinàriament té contingut gràcies a l’avantatge d’una història. de poder primitiu, explicat amb una integritat immaculada a través d’una eloqüent càmera."
Més recentment, el crític de cinema Dennis Schwartz va fer una revisió mixta de la pel·lícula i va escriure: "Tot i que la pel·lícula és maldestra en les seves caracteritzacions, la brillant fotografia en blanc i negre del cineasta Gabriel Figueroa fa que la pel·lícula sembli potent".

## Comentaris
- Va ser filmada en dues versions, una en anglès i una altra en castellà.
- El llibre del qual va ser adaptat el film es considera un dels més bells de l'autor, John Steinbeck, guanyador del Premi Pulitzer en 1940 i del Premi Nobel de Literatura en 1962.
- Va obtenir els Ariels atorgats el 1948 a la Millor pel·lícula, a la Direcció, a l'Actuació masculina (Pedro Armendáriz), al Paper de quadre masculí (Juan García) i A la fotografia.
- En 1947al Festival de Venècia va obtenir l'Esment com la Millor contribució al progrés cinematogràfic i Premi a la fotografia.
- En 1948 als Globus d'Or va obtenir el premi a la Millor fotografia.
- En 1949 al Festival de Madrid va obtenir el premi a la Millor fotografia.
- En 1949 va guanyar el Premi a la fotografia en el Festival nord-americà de Hollywood.
- Aquest film ocupa el lloc 80 dins de la llista de les 100 millors pel·lícules del cinema mexicà, segons l'opinió de 25 crítics i especialistes del cinema a Mèxic, publicada per la revista Somos el juliol de 1994.[5]

## Premis
III edició dels Premis Ariel
- Premi Ariel a la millor pel·lícula
- Premi Ariel a la millor direcció (Emilio Fernández)
- Premi Ariel al millor actor (Pedro Armendáriz)

8a Mostra Internacional de Cinema de Venècia.
- Premi Osella a la millor fotografia (Gabriel Figueroa)
- Premi Internacional (Emilio Fernández)